# Oleśnica (gmina, Basse-Silésie)

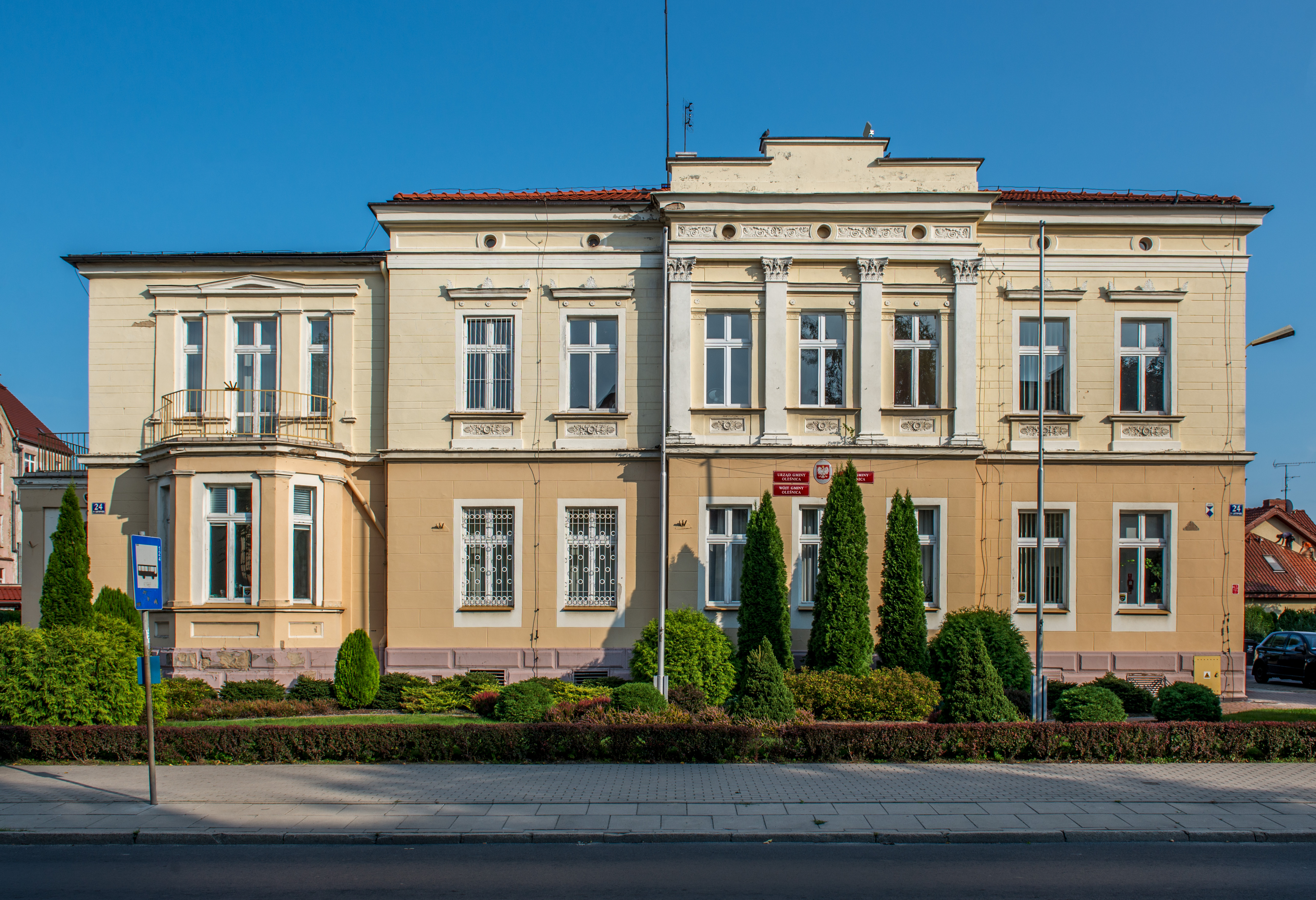
Bureau communal d'Oleśnica, ul. 11 novembre 24

Oleśnica est une gmina rurale du powiat de Oleśnica, Basse-Silésie, dans le sud-ouest de la Pologne. Son siège est la ville d'Oleśnica, bien qu'elle ne fasse pas partie du territoire de la gmina.
La gmina couvre une superficie de 243,44 km2 pour une population de 11 372 habitants.

## Géographie
La gmina est bordée par la ville d'Oleśnica et les gminy de Bierutów, Czernica, Długołęka, Dobroszyce, Dziadowa Kłoda, Jelcz-Laskowice, Syców et Twardogóra.
La gmina contient les villages de Bogusławice, Boguszyce, Brzezinka, Bystre, Cieśle, Dąbrowa, Gręboszyce, Jenkowice, Krzeczyn, Ligota Mała, Ligota Polska, Ligota Wielka, Nieciszów, Nowa Ligota, Nowoszyce, Osada Leśna, Ostrowina, Piszkawa, Poniatowice, Smardzów, Smolna, Sokołowice, Spalice, Świerzna, Wszechświęte, Wyszogród, Zarzysko et Zimnica.